# 米林虎耳草
米林虎耳草（学名：Saxifraga tigrina）为虎耳草科虎耳草属下的一个种。

## 扩展阅读
- 維基物種上的相關：米林虎耳草